# Al-Hádi abbászida kalifa
Al-Hádi (arab betűkkel الهادي – al-Hādī), eredeti nevén Abu Muhammad Músza (arabul أبو محمد موسى – Abū Muḥammad Mūsa; 764 – 786. szeptember 15.), Abu Abdalláh al-Mahdi fia volt az Abbászida-dinasztia negyedik kalifája (uralkodott 785-től haláláig). Melléknevének (al-Hádi) jelentése: a helyes úton vezető.
Al-Mahdi és a jemeni Hajruzán idősebbik fia alig egy évig uralkodott. Uralkodása legfontosabb eseménye egy síita lázadás volt, amit bizonyos al-Huszajn ibn Ali, al-Haszan ibn Ali egy leszármazottja vezetett 786-ban. A lázadók Mekka felé tartottak, de a város közelében, Fahhnál a kalifa seregei legyőzték őket – innen Huszajn ibn Ali közismert neve, a Száhib Fahh (fahhi férfi). A csatában több Alida elesett, de az egyik résztvevő, Haszan dédunokája, Idrísz ibn Abdalláh el tudott menekülni, és két év múlva a mai Marokkó területén független államot alapított.
Al-Hádi legnagyobb gondját öccse, Hárún jelentette. Al-Mahdi és Hajzurán egyaránt Hárúnt tartotta nagyobbra, és az atyai végrendelet értelmében al-Hádi örököse Hárún lett volna. Al-Hádi ennek a legkevésbé sem örült, ezért börtönbe záratta öccsét, és megpróbálta saját fiát örökösévé kinevezni. Azonban nem járt sikerrel, mert még abban az évben meghalt. Valószínűleg anyja gyilkoltatta meg, trónját pedig fivére, Hárún vette át.